# Exposition Bulldozer
L’Exposition Bulldozer (en russe : Бульдо́зерная вы́ставка, Bouldozernaïa vystavka) est une exposition d'œuvres d'artistes non-conformistes qui s'est tenue à Moscou (URSS) le 15 septembre 1974.
L’art dans l’Union soviétique ne connaissait qu’un genre : le réalisme socialiste soviétique. Les artistes qui travaillaient dans d’autres genres — et qui à cause de cela étaient déclarés ennemis du système politique soviétique — décidèrent un jour d’exposer leurs dessins dans la rue.
C'est ainsi que le 15 septembre 1974, ils ont placé leurs œuvres près du parc Beliaïevo à Moscou. Mais les dirigeants de la ville ont envoyé des bulldozers, qui ont écrasé et finalement détruit les œuvres exposées. C'est pour cette raison que cette exposition a été surnommée l’« Exposition Bulldozer ».
Parmi les organisateurs de l’exposition, on peut citer : le spécialiste de la peinture Alexandre Glezer, les peintres Oscar Rabin, son épouse Valentina Kropiwnicki, Yuriy Jarkikh, Vitaly Komar, Alex Melamid, Lidia Masterkova, Vladimir Nemoukhine, Evgueni Roukhine, Vassili Sitnikov, Igor Kholine, Koryun Nahapetyan, Edouard Zelenine, etc.